# Esbjörn Svensson Trio
L'Esbjörn Svensson Trio (spesso conosciuto come E.S.T.) è stato un trio jazz svedese, formatosi nel 1993 e composto da Esbjörn Svensson (pianoforte), Dan Berglund (contrabbasso) e da Magnus Öström (batteria e percussioni). Gli E.S.T. sono rinomati per il loro stile vibrante, suonando spesso in "ambientazioni" rock. La loro musica può essere descritta come energica, sperimentale e innovativa, ma con i piedi radicati nella tradizione jazz svedese. Da citare, inoltre, che il gruppo ha anche suonato e collaborato con diversi artisti di fama internazionale, quali: Pat Metheny, Nils Landgren, la Schleswig Holstein chamber orchestra e altri ancora.

## Storia
Nel 1990 Svensson fondò il suo primo gruppo con l'amico di infanzia Magnus Öström alle percussioni. Nel 1993 si aggiunse il bassista Dan Berglund e così nacque lo Esbjörn Svensson Trio.
Nel 1993 fu pubblicato il loro primo album When Everyone Has Gone.
A metà degli anni novanta il trio cominciò ad essere famoso e nel 1995 e 1996 in Svezia Svensson fu nominato Musicista Jazz dell'Anno. Nel 1999 il gruppo acquisì notorietà internazionale con l'album From Gagarin's Point Of View, inciso con l'etichetta tedesca ACT che ne promosse la distribuzione in tutta Europa.
Con la pubblicazione dell'album Good Morning Susie Soho (2000) e Strange Place For Snow (2002), il trio cominciò ad essere conosciuto anche negli Stati Uniti. Nel 2002 il gruppo fece un tour di 9 mesi in Europa, negli Stati Uniti e in Giappone. I loro album successivi Seven Days Of Falling (2003), Viaticum (2005) e Tuesday Wonderland (2006) ebbero una buona accoglienza sia dalla critica che dal pubblico.
Nel numero di maggio 2006, la rivista specializzata americana Down Beat dedicò al gruppo la copertina. L'album E.S.T. Live in Hamburg, pubblicato nel 2007, è la registrazione del concerto tenuto nell'autunno 2006 ad Amburgo in Germania durante il Tuesday Wonderland Tour.
Il loro ultimo album Leucocyte (2008), è il frutto dell'integrazione della musica elettronica nelle sonorità del gruppo. L'album è stato pubblicato dopo la morte di Svensson, avvenuta, il 14 giugno, a causa di un incidente subacqueo.
La morte di Svensson ha comportato il naturale scioglimento del trio.
Nel 2009, è stata pubblicata una raccolta, sempre dall'etichetta tedesca ACT, intitolata Retrospective - The Very Best Of E.S.T.
L'album 301, album postumo pubblicato nel 2012, è, in realtà, frutto di un lavoro di selezione di alcune tracce registrate dagli E.S.T. nel gennaio del 2007 a Sydney (in Australia) negli Studios 301, in occasione dell'incisione di Leucocyte e non selezionate per l'inclusione nell'album in questione.
Il 28 ottobre 2016 esce invece E.S.T. Symphony, album in cui Dan Berglund e Magnus Öström suonano i brani più celebri lungo il corso dell'intera carriera del trio riarrangiati per orchestra e formazioni più allargate, compresa una suite di rielaborazioni orchestrali dei brani contenuti in Viaticum. Al disco, oltre alla Royal Stockholm Philharmonie Orchestra diretta da Hans Ek, hanno partecipato musicisti molto influenti nell'area nordica come Iiro Rantala, Marius Neset, Johan Lindström e Verneri Pohjola.

## Discografia

### Album studio
- When Everyone Has Gone (1993), Dragon
- E.S.T. plays Monk (1996), Diesel Music
- Winter in Venice (1997), Diesel Music
- From Gagarin's Point of View (1999), ACT
- Good Morning Susie Soho (2000), ACT
- Strange Place for Snow (2002), ACT
- Seven Days of Falling (2003), Super Studio Gul
- Viaticum (2005),  SpamBooLimbo
- Tuesday Wonderland (2006), ACT
- Leucocyte (2008), ACT
- 301 (2012), ACT
- E.S.T. Symphony (2016), ACT

### Live
- E.S.T. Live '95 (1995), ACT
- E.S.T. live in Berlin (contenuto nel Viaticum- Platinum Edition) (2005), ACT
- E.S.T. Live in Hamburg (2007), ACT, registrato nel 2006
- E.S.T. Live in London (2018), ACT, registrato nel 2005
- E.S.T. Live in Gothenburg (2019), ACT, registrato nel 2001

### Raccolte
- Somewhere Else Before (2001), ACT
- Retrospective - The Very Best of E.S.T. (2009), ACT

### DVD
- Live in Stockholm (2003), ACT

### Collaborazioni
- Kära du (1996) (con Louise Hoffsten & Lasse Englund)
- En skiva till kaffet (1999) (con Freddie Wadling)
- Jag vill aldrig mer vara ful och ensam (2005) (con Kristina Lugn)

## Premi e riconoscimenti
- Grammis (il Grammy svedese), artista jazz: nel 1998 (per Winter In Venice), nel 2003 (per Seven Days Of Falling), nel 2005 (per Viaticum), nel 2006 (per Tuesday Wonderland), nel 2008 (per Leucocyte)
- Città di Stoccolma Honorary Award, nel 2002 per il loro album Strange Place for Snow e nel 2005
- "Jahrespreis der Deutschen Schallplattenkritik"
- "Jazz Award Germantown
- "Choc de l'année" - Jazzman, Francia,
- "Victoire du Jazz" - il Grammy francese - per la migliore opera internazionale
- "Revolutoin del festival"
- Musicista jazz svedese dell'anno - nel 1995 e 1996 e nel 2008 per Leucocyte
- Hans Koller Prize - 2004, come migliore artista europeo